# Fischelbach (Banfe)
Der Fischelbach ist der etwa 71⁄2 km lange linke Oberlauf der Banfe im Stadtgebiet von Bad Laasphe im nordrhein-westfälischen Kreis Siegen-Wittgenstein.

## Name
Das Bestimmungswort im Namen bedeutete ursprünglich Fischlein (mhd. vischelīn). Ersichtlich wird dies am Erstbeleg der Ortschaft Fischelbach aus dem Jahr 1223/54 (Vischilinbach).

## Bachsystemzerlegung
Nach der amtlichen topographischen Karte ist der Fischelbach der Hauptstrang-Oberlauf der Banfe, der nach etwa 53⁄4 km langem, ungefähr östlichem Lauf beim Ort Fischelbach den dort erst etwa 11⁄4 km lange und ebenfalls deutlich einzugsgebietsärmere Oberste Fischelbach aufnimmt und sich dann für seine letzten 13⁄4 km nach Norden wendet bis zur Vereinigung mit dem Hesselbach zur Banfe.
Der Fischelbach selbst entspringt auf etwa 583 m ü. NHN, während die Quelle der Obersten Fischelbach nur auf etwa 462 m ü. NHN liegt. Der Fischelbach ist also nach jedem üblichen hydrologischen Kriterium an der Zumündung der Obersten Fischelbach der größere Oberlauf. Gleichwohl setzt die amtliche Hydrologie die Quelle der Obersten Fischelbach als Beginn des Banfe-Hauptstrangs an und führt sogar diesen Gesamtstrang unter dem Namen Oberste Fischelbach, kennt also im Wesentlichen gar keine Banfe. Wir folgen bei der Darstellung hier der in Namensfragen gewöhnlich verlässlicheren topographischen Karte.

## Geographie

### Verlauf
Der Fischelbach entspringt etwa 0,5 km nördlich des kleinen Ortes Sohl von Bad Laasphe nahe an der unteren Waldgrenze des Kompass (ca. 694 m ü. NHN), dessen Gipfel etwa 1,2 km weiter nordnordwestlich aufragt. Der Bach fließt anfangs etwa südöstlich, quert am Ostrand von Sohl die K 36 und nimmt danach von links von der dort Alte Eisenstraße genannten Kreisstraße her einen ersten Zufluss auf.
Dann rückt der Wald nahe, teils beidseits ganz ans Ufer und der Fischelbach schlägt eine lange, etwa halbkreisförmig nach Süden ausholende Kurve, dem sich ein fast ebensolanges Laufstück in Richtung Osten in oder am Rande einer offenen Wiesenaue anschließt.
Nachdem er einen Teich links am Ufer passiert hat, wendet er sich nach Ostsüdosten und holt danach den so entstandenen Versatz nach Süden mit einem kürzeren Laufstück nach Nordosten wieder auf. An dessen Ende nimmt er im oberen Ortsteil des Dorfes Fischelbach die Oberste Fischelbach auf, die sich von Südosten her nähert.
An der Einmündung der K 36 in diese unterquert er im Ort die L 718, die danach im Fischelbach- und später im Banfetal verläuft. Im unteren Ortsbereich stehen die Siedlungshäuser in etwas Abstand vom Bach, der danach in einer Wiesenaue weiter in nordwestliche bis nördliche Richtung fließt. Dabei münden ihm eben noch im Ortsbereich der kurze Holzbach und danach zwischen der in Satellitenlage stehenden Fischelbacher Mühle und dem Forsthaus Berg an dessen anderen Ufer der lange Gonderbach zu; gegenüber dieser Mündung ragt am Fischelbachtalrand der Große Bohnstein mit seinen Felsklippen und dem Naturschutzgebiet am Talhang auf.
Wenig abwärts vereint sich der Fischelbach nahe an einer Kläranlage auf etwa 399 m ü. NHN mit dem aus dem Osten vom Ort Hesselbach kommenden kleineren rechten Oberlauf Hesselbach zur Banfe, die dann zunächst nordwärts weiter auf den Ort Banfe zufließt. Westlich des Zusammenflusses steht der Burgberg.
Der Fischelbach endet nach einem 7,6 km langen Lauf mit mittlerem Sohlgefälle von rund ca. 24 ‰ etwa 184 Höhenmeter unterhalb seiner Quelle bei Sohl.

### Einzugsgebiet und Zuflüsse
Der Fischelbach hat ein etwa 11,9 km² großes Einzugsgebiet, das im Rothaargebirge liegt und politisch fast ganz zur Stadt Bad Laasphe gehört, wenige Randzwickel, die an der südlichen Wasserscheide zu Hessen gehören, ausgenommen. Die höchste Erhebung ist der etwa 694 m ü. NHN hohe Kompass am Westrand des Einzugsgebietes über den Quellen von Fischelbach und Gonderbach. Das Gebiet ist zu über drei Vierteln bewaldet, offene Flur gibt es außer in den meist schmalen Bändern der Bachauen vor allem um die Orte Fischelbach und weniger auch um Sohl.
Reihum grenzen die Einzugsgebiete der folgenden Nachbargewässer an:
- Im Nordwesten fließt die Ilse zur Lahn oberhalb der Mündung der Banfe in diese;
- im Norden konkurrieren Zuflüsse der Banfe, der tiefere mündende Bernshäuser Bach und der gleich nach dem Burgberg mündende Burbach;
- im Nordosten liegt das Einzugsgebiet des anderen Banfe-Oberlaufs Hesselbach;
- im Südosten erreicht der Abfluss zur anderen Seite die Perf, die unterhalb der Banfe in die Lahn einmündet, auf nur kurzem Abschnitt über den Boxbach, sonst über Achenbach und dann Diete;
- im Südwesten entwässert die Dietzhölze das teils zunächst über ihren Zufluss Mandelbach gesammelte Wasser zur Dill, einen noch viel tieferen Lahnzufluss.

## Zuflüsse und Seen
Hierarchische Liste der Zuflüsse und Seen, jeweils von der Quelle zur Mündung. Auswahl.
- (Bach von der Alten Eisenstraße), von links und Nordosten nach Sohl
- (Bach vom Eichwäldchen), von rechts und Südosten
- Passiert einen Teich links am Lauf
- Wengelsbach[5], von rechts und Westen, ca. 1,2 km und ca. 0,6 km²
- (Flurrandbach am Sassenborn), von rechts und Südwesten
- (Waldbach am Sassenborn), von rechts und Südosten
- Oberste Fischelbach, von rechts und Südosten im beginnenden Fischelbach
  - (Bach aus der Tiefen Seifen), von rechts am Ortsrand von Fischelbach, 0,8 km und 0,4 km²
- (Bach aus dem Bodengarten), von rechts in Fischelbach, über 0,3 km und ca. 0,1 km²
- Holzbach, von links am unteren Ortsende von Fischelbach, ca. 0,5 km und ca. 0,5 km²
- Gonderbach, von links und Westen an der Fischelbacher Mühle, 3,7 km und 3,9 km²